# Indirect object
Indirect object is in de ontleding de verzamelterm voor de zinsdelen die zelfstandigheden aanduiden waarop de door het werkwoord uitgedrukte handeling of werking niet rechtstreeks is gericht, zoals bij het lijdend voorwerp, maar alleen indirect.
In de meeste gevallen is het indirect object niet uitsluitend met het werkwoord verbonden, maar met de combinatie "werkwoord + lijdend voorwerp". Een ander verschil met het lijdend voorwerp is dat het bij een indirect object meestal om een levend wezen gaat, terwijl het lijdend voorwerp zowel een levend wezen als een ding kan zijn.
De volgende soorten indirecte objecten worden onderscheiden:
- het meewerkend voorwerp;
- het belanghebbend voorwerp;
- het ondervindend voorwerp;
- het bezittend voorwerp;
- de ethische datief.

onderwerp · gezegde · persoonsvorm · zinskern · lijdend voorwerp · meewerkend voorwerp · belanghebbend voorwerp · voorzetselvoorwerp · handelend voorwerp · ondervindend voorwerp · oorzakelijk voorwerp · bepaling van gesteldheid · bijwoordelijke bepaling · bijvoeglijke bepaling